# Mercromina (banda)
Mercromina es un grupo español de música indie pop surgido tras la disolución de Surfin´ Bichos y que estuvo activo de 1995 a 2005 y el 3 de febrero de 2023 publica "Empezar De Cero Como si Nada".

## Biografía
El grupo se formó en Albacete en 1995 por varios excomponentes de Surfin´ Bichos al disolverse este y ese mismo año sacaron su primer disco, bajo el sello de Subterfuge, discográfica con la que continuaron hasta su disolución.
Su primer trabajo fue muy bien recibido por crítica y público, y los situó en la escena del indie pop. Le siguieron otros LP y EP y colaboraciones con otros grupos y músicos, como Sexy Sadie, Los Planetas, Clovis, Irantzu Valencia o la Orquesta Sinfónica de Albacete.
Mercromina se disolvió en 2005, tras una gira por España que acabó con su actuación en el Festival Sonorama. Tras su disolución, algunos de sus componentes formaron el grupo Travolta.
En 2015, el grupo se volvió a reunir por el 25 aniversario de Subterfuge y dieron varios conciertos, pero sin intención de retomar la actividad del grupo.

## Formación
Inicialmente, su formación fue: Joaquín Pascual (voz, guitarra y teclados), Carlos Sánchez (guitarra), José Manuel Mora (bajo), Carlos Cuevas (batería) y Carlos Sánchez (guitarra).

## Discografía
- Acrobacia (Subterfuge, 1995)
- Hulahop  (Subterfuge, 1997)
- Canciones de Andar por Casa (Subterfuge, 1999)
- Bingo (Subterfuge, 2002)
- Desde la Montaña más Alta del Mundo (Subterfuge, 2005)
- Líquidos (Astro / Subterfuge, 1996)
- Ninguna Parte (Subterfuge, 2002)
- Mercromina 1995-2005 (Subterfuge, 2006)